# Рио Райзер
Рио Райзер (Rio Reiser, настоящее имя: Ральф Христиан Мёбиус, 9 января 1950 в Берлине — 20 августа 1996 во Фрезенхагене, Германия) — немецкий политически и социально активный рок-музыкант, музыкальный продюсер, лидер группы Ton Steine Scherben (с 1970 по 1985 год). Влиятельная фигура в немецкоязычной рок-музыке и левом политическом движении Германии. С 1970 года открытый гомосексуал. С июня 1975 года жил во Фрезенхагене (нем. Fresenhagen, на севере Германии) в сельской местности.

## Сольная карьера
После распада Ton Steine Scherben в 1985 году, Рио Райзер сделал сольную музыкальную карьеру. К моменту распада у него и всей группы были большие долги, но сольная карьера Рио Райзера была настолько успешной, что вскоре эти долги исчезли. Первым сольным синглом была композиция «Dr. Sommer», написанная ещё с Ton Steine Scherben. Самые известные сольные хиты — «König von Deutschland» и «Junimond» — также были написаны во времена Ton Steine Scherben.

## После смерти Рио Райзера
Рио Райзер умер в возрасте 46 лет впоследствии нарушения кровообращения сердца (нем. Herz-Kreislauf-Kollaps) и внутренних кровотечений. Был похоронен на собственном участке земли во Фрезенхагене возле своего дома, который стал носить название «Rio-Reiser-Haus» и использовался как место проведения митингов и творческая студия. В марте 2011 года был перезахоронен в Берлине на Старом Кладбище Церкви Святого Матфея в связи с продажей его наследниками земельных владений в Фрезенхагене.
В берлинском «Темподроме» в 1996 году был проведён большой концерт памяти Рио Разейра с участием музыкантов Ton Steine Scherben, Einstürzende Neubauten, Engerling, Герберт Грёнемайер и прочих.
Наследием Рио Райзера управляет его брат Петер Мёбиус (нем. Peter Möbius), являющийся председателем «Общества Рио Райзера» (нем. Rio-Reiser-Verein).